# Anna Zalewska-Ciurapińska
Anna Renata Zalewska-Ciurapińska (ur. 1 lipca 1972 w Piszu) – polska wokalistka i współkompozytorka w zespole Big Day, w którym śpiewa od 1992 roku.
Jej mąż – Marcin Ciurapiński – jest również jej partnerem w zespole Big Day.